# Henrietta Howard, Countess of Suffolk

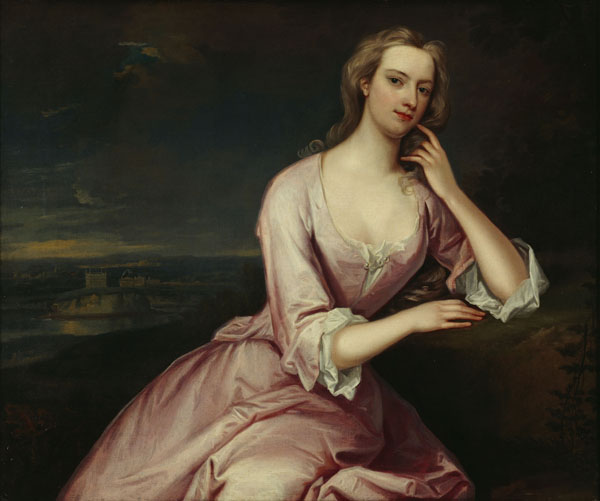
Porträt von Charles Jervas: Henrietta Howard, Countess of Suffolk, 1724

Henrietta Howard, Countess of Suffolk (geborene Hobart, * 1688 in Norfolk; † 26. Juli 1767 im Marble Hill House bei Richmond) war die langjährige Mätresse des Prince of Wales und späteren König Georg II., sowie die Hofdame (Mistress of the Robes) der Königin Caroline.

## Leben
Henrietta war die jüngste Tochter von Sir Henry Hobart, 4. Baronet (1658–1698) und seiner Frau Elizabeth Maynard, Schwester des 1. Earl of Buckinghamshire. Sie hatte noch zwei Geschwister, Catherine († 1725) und John (1693–1756). Ihr Vater starb 1698 während eines Duells. Henrietta galt als geistreiche und warmherzige Schönheit. Am 2. März 1706 heiratete sie Hon. Charles Howard († 1733), obgleich als dritter Sohn von Henry Howard, 5. Earl of Suffolk, von hochadliger Abstammung, galt er als grobschlächtig, ein Trinker und Verschwender ohne väterliches Erbe.
Georg August, Prince of Wales, machte Henrietta 1719 zu seiner ständigen Mätresse, eine Stellung, die sie – mit Billigung ihres Mannes – fünfzehn Jahre lang innehaben sollte. Kronprinzessin Caroline, die sie ebenfalls nicht unsympathisch fand, tröstete sich damit, dass es sie hätte schlimmer treffen können, und nahm die neue Favoritin als Kammerfrau in ihren Dienst. Seine Großmutter, Kurfürstin Sophie, billigte das Verhältnis, da sie, pragmatisch wie stets, meinte, Henrietta werde das Englisch ihres Enkels verbessern. Zwar war sie verheiratet, aber gegen eine Jahresrente von 1000 Dukaten war ihr Gatte bereit, seine Ansprüche zurückzustellen. Ab 1727 sank Henrietta in der Gunst des Prince of Wales. Das lag weniger an der langen Dauer ihrer Beziehung, schwerer wog, dass Henrietta, die es geschafft hatte, gleichzeitig seine Mätresse, die Dienerin und Freundin seiner Frau und die Vertraute der Ehrendamen zu sein, allmählich taub wurde. Als jemand, der es liebte, viel zu reden, war er jedoch auf aufmerksame Zuhörer angewiesen.
Seit ihr Gatte 1731 den Titel 9. Earl of Suffolk geerbt hatte, führte Henrietta den Höflichkeitstitel Countess of Suffolk. 1734 trennte sich König Georg II. endgültig von ihr. Nachdem sie ihre Position am königlichen Hof verloren hatte, zog sie sich auf ihr Landhaus Marble Hill House in Twickenham zurück. Sie unterhielt regen Briefwechsel unter anderem mit Alexander Pope, Horace Walpole und Jonathan Swift. Lady Suffolk starb am 26. Juli 1767 an Herzversagen. Aus ihrer Ehe hinterließ sie einen Sohn, Henry Howard, 10. Earl of Suffolk (1706–1745).